# Antoine Guillemet

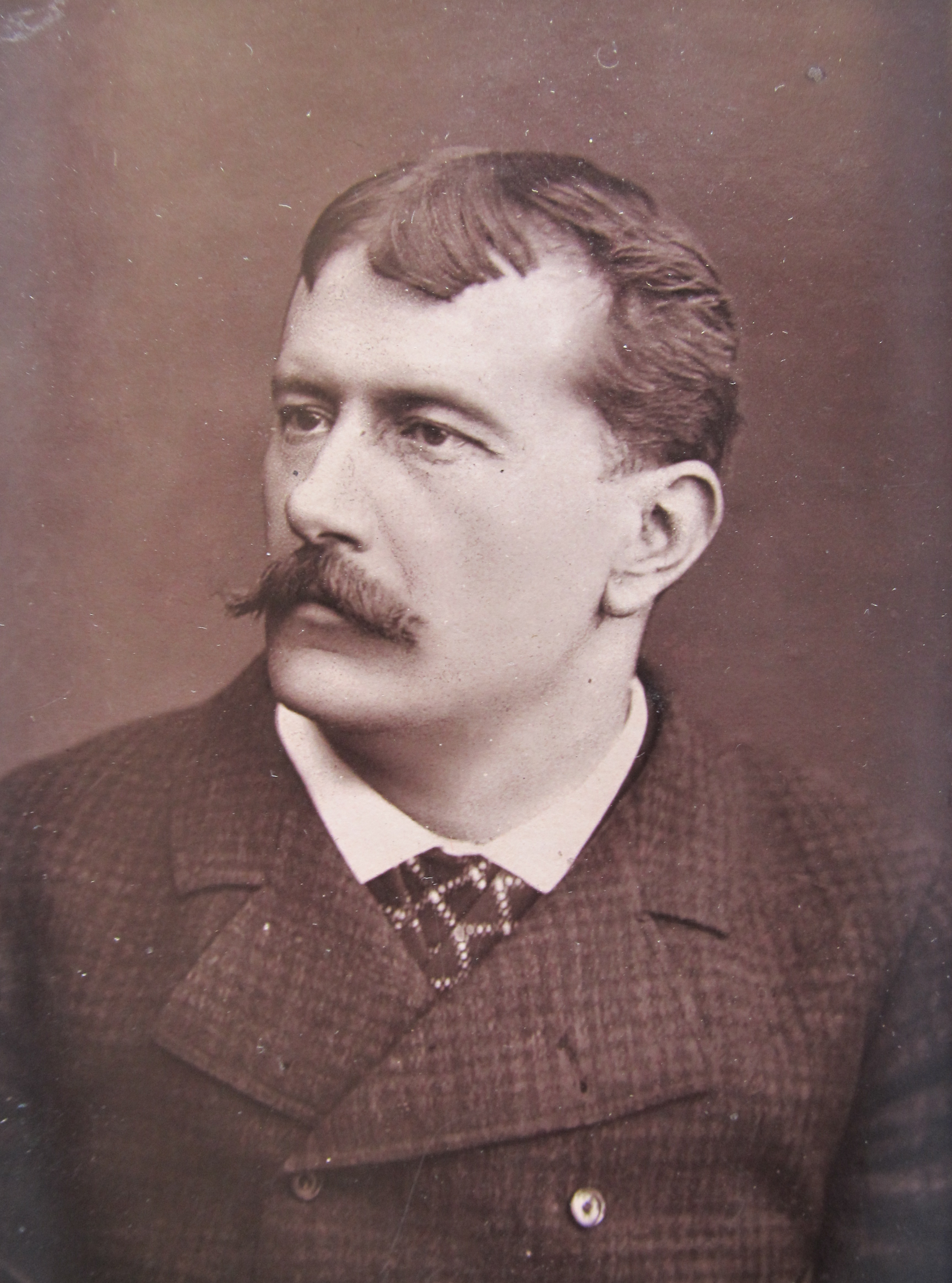
Antoine Guillemet 1878

Jean-Baptiste-Antoine Guillemet, nacido el 30 de junio de 1843 en Chantilly (Oise)  y muerto el 19 de mayo de 1918 en Mareuil-sur-Belle (Dordogne), fue un renombrado paisajista francés, miembro del jurado del Salon des Artistes Francais durante mucho tiempo. Fue uno de los primeros artistas del siglo XIX en pintar la vida moderna y fue, junto con su amigo Manet, una figura fundamental en la transición del realismo al impresionismo.

## Biografía

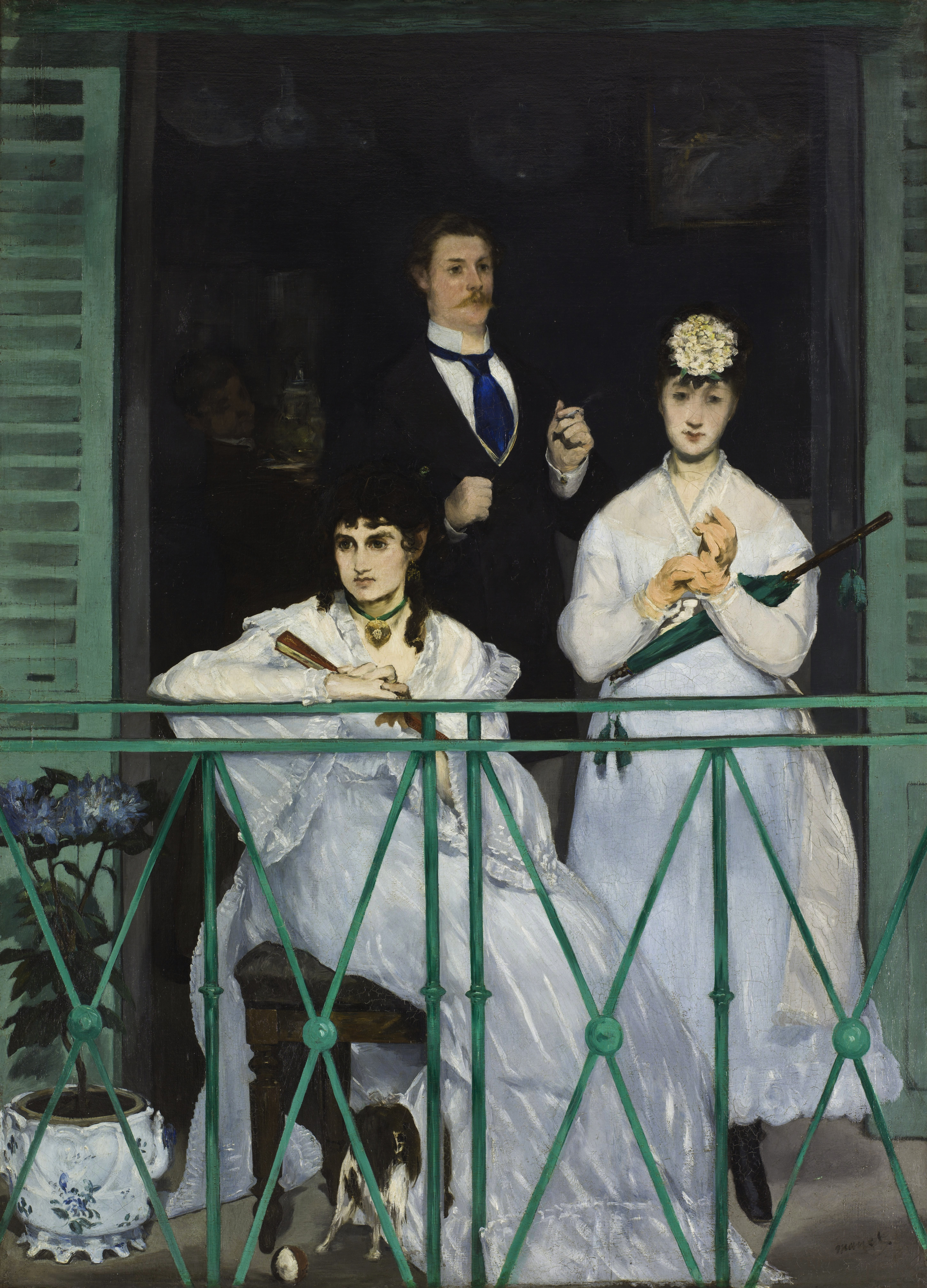
Édouard Manet : El Balcón. Antoine Guillemet

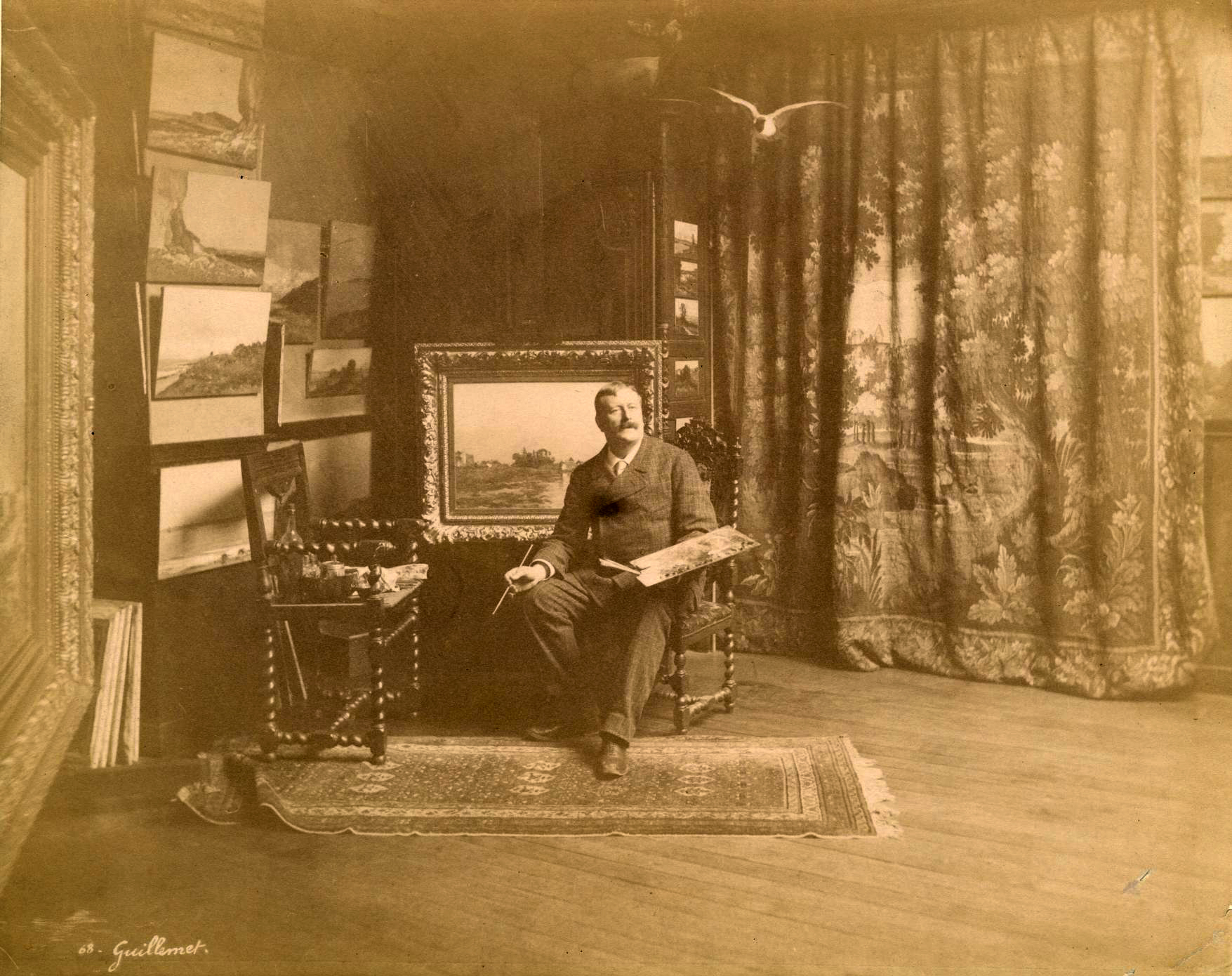
Antoine Guillemet en su estudio de París, c.1890

Antoine Guillemet nació en Chantilly, en el Oise, estudió con Jean-Baptiste-Camille Corot, Achille-François Oudinot (1820-1891), Charles-François Daubigny y Gustave Courbet.
Guillemet mostró pronto interés en la navegación, una actividad que sus padres desalentaron activamente. También estudió derecho brevemente, pero esto también resultó ser un falso comienzo. Fue en 1859, cuando recibió el encargo de un coleccionista local de copiar la famosa La balsa de la medusa de Géricault del Musee d'Amiens, cuando se inició la carrera de Guillemet como artista.
Dos años más tarde, cuando todavía tenía veintiún años, Guillemet fue presentado a Corot por Berthe Morisot. Como muchos otros jóvenes artistas, Guillemet llamó cariñosamente a Corot Papa y siguió siendo un admirador del artista durante toda su vida. Este encuentro llevó a Guillemet a estudiar con el alumno de Corot, Achille Oudinot, y fue a través de Oudinot, que tenía propiedades en Auvers-sur-Oise, como Guillemet conoció a Daubigny, Ernest Meissonier, Honoré Daumier y Antoine-Louis Barye, entre otros. En 1864, Guillemet también se había encontrado con Édouard Manet, Alfred Stevens, Camille Pissarro, Claude Monet, Gustave Courbet y Paul Cézanne y, más tarde, con Henri Fantin-Latour, Edgar Degas y Jean-Frédéric Bazille. Fue Guillemet, de hecho, quien presentó a Manet a Cézanne y quien primero llevó a Émile Zola al estudio de Manet. Entre 1868 y 1869 posó para el cuadro El balcón de Manet.
Como casi todos los jóvenes artistas ambiciosos, Guillemet se dio cuenta de que necesitaba dejar su huella en el Salón de París, y en 1865 exhibió L'Etang de Bat (Isère). Así como París fue importante como lugar de exposición para el artista, también proporcionó temas para su pincel. Listo para producir grandes obras, a diferencia de muchos de sus contemporáneos que buscaban un efecto más inmediato, pintó varias vistas de la capital, utilizando a menudo el Sena con su bullicioso tráfico como motivo central. En el Salón de 1874, la ambiciosa entrada de Guillemet fue una pintura de grandes dimensiones titulada Bercy en décembre, que fue elogiada tanto por la crítica como por el público y que fue rápidamente adquirida por el Estado para el Musée du Luxembourg, entonces el museo nacional de arte contemporáneo. Este éxito temprano también puede explicar por qué el artista continuó exponiendo en el Salón en lugar de aceptar la invitación de sus amigos para unirse a ellos en las exposiciones de los impresionistas. Guillemet continuó pintando escenas costeras en Normandía, pero animado por su éxito inicial, volvió a pintar vistas de París a lo largo de su carrera, con varias obras más adquiridas por el Estado, alentado por los constantes elogios de su amigo, Émile Zola.
A partir de 1872, bajo la influencia de su larga amistad con Émile Zola, se vuelve hacia el naturalismo. Zola se inspiró en el ardor revolucionario de Guillemet para crear el personaje de Gagniere en L'Ouvre.
Nombrado Caballero de la Legión de Honor en 1880, oficial en 1896, comandante en 1910, ayudó a Monet y apoyó a Cézanne. El único cuadro de Cézanne recibido en el Salón fue gracias a Guillemet en 1882, cuando era miembro del jurado. En el Salón en 1882 su comentario lo describía como 'alumno de Guillemet'.
En 1883, realizó un dibujo, titulado Y mientras el viejo molino batía con una sola ala, para ilustrar la obra de teatro Le Rêve d'un Viveur, de Jean-Louis Dubut de Laforest, se publicó en el libreto de la obra.
Descendiente de un armador de Rouen, Guillemet descubrió el Cotentin y el Valle del Saire en 1881, lo que le inspiró para crear obras como La Plage à Saint-Vaast-la-Hougue expuesta en el Salon des artistes français en 1881, Morsalines (Salon de 1882), La aldea de Landemer (Salón de 1886), La bahía de Morsalines y La Hougue (Salón de 1887), La capilla de los marineros en Saint-Vaast-la-Hougue (Salón de 1888), La bahía de Saint-Vaast y Coup de vent (Salón de 1890), Saint-Vaast-la-Hougue (Salón de 1893), Bajamar en Saint-Vaast-la-Hougue (Salón de 1895), Barfleur (Salón de 1896), La Tour de la Hougue (Exposición Universal de 1900 en París).
El Museo de la Pesca de Fécamp conserva uno de sus paisajes: El Pueblo de Moret (1876).
Guy de Maupassant le dedicó su cuento Le Baptême en enero de 1884.
En la Exposición Universal (1889), que celebraba el centenario de la Revolución Francesa, Guillemet estuvo representado por siete pinturas, entre ellas Le Vieux Quai de Bercy y Paris, vue prise de Meudon. En 1891, Guillemet pintó una vista del Sena desde el extremo este del Quai de Bercy titulado Le quai de Bercy à Charenton, que fue comprado por el Musée de la Ville de Paris, ahora del Musée Carnavalet y en el mismo año realizó el cuadro La Seine à Conflans-Charenton. Sus obras a gran escala también le valieron la descripción de "gran burgués" de la pintura y la crítica de Manet de que su estilo era a veces "excesivo". No obstante, esta serie es un logro asombroso, tanto por ser un registro valioso de la ciudad tal como era justo antes del cambio de siglo, como una brillante demostración de la capacidad de un pintor para capturar el ajetreo y el bullicio de una gran ciudad mientras conserva un sentido de la luz y la atmósfera que es fiel a la naturaleza.

## Obras

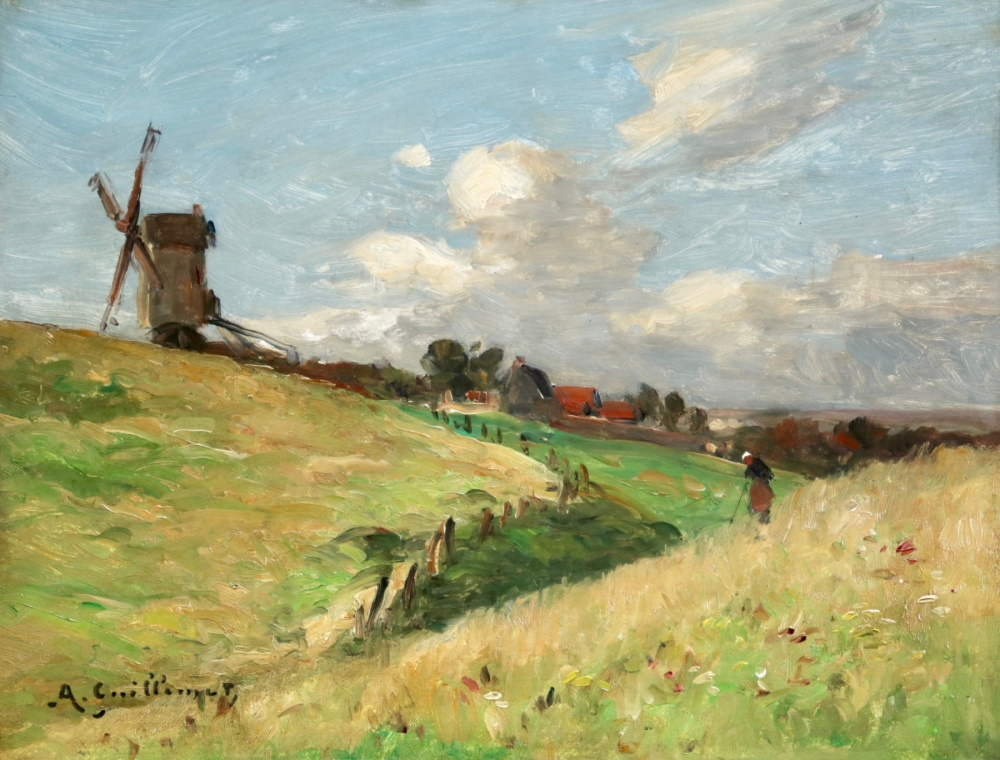
In The Fields
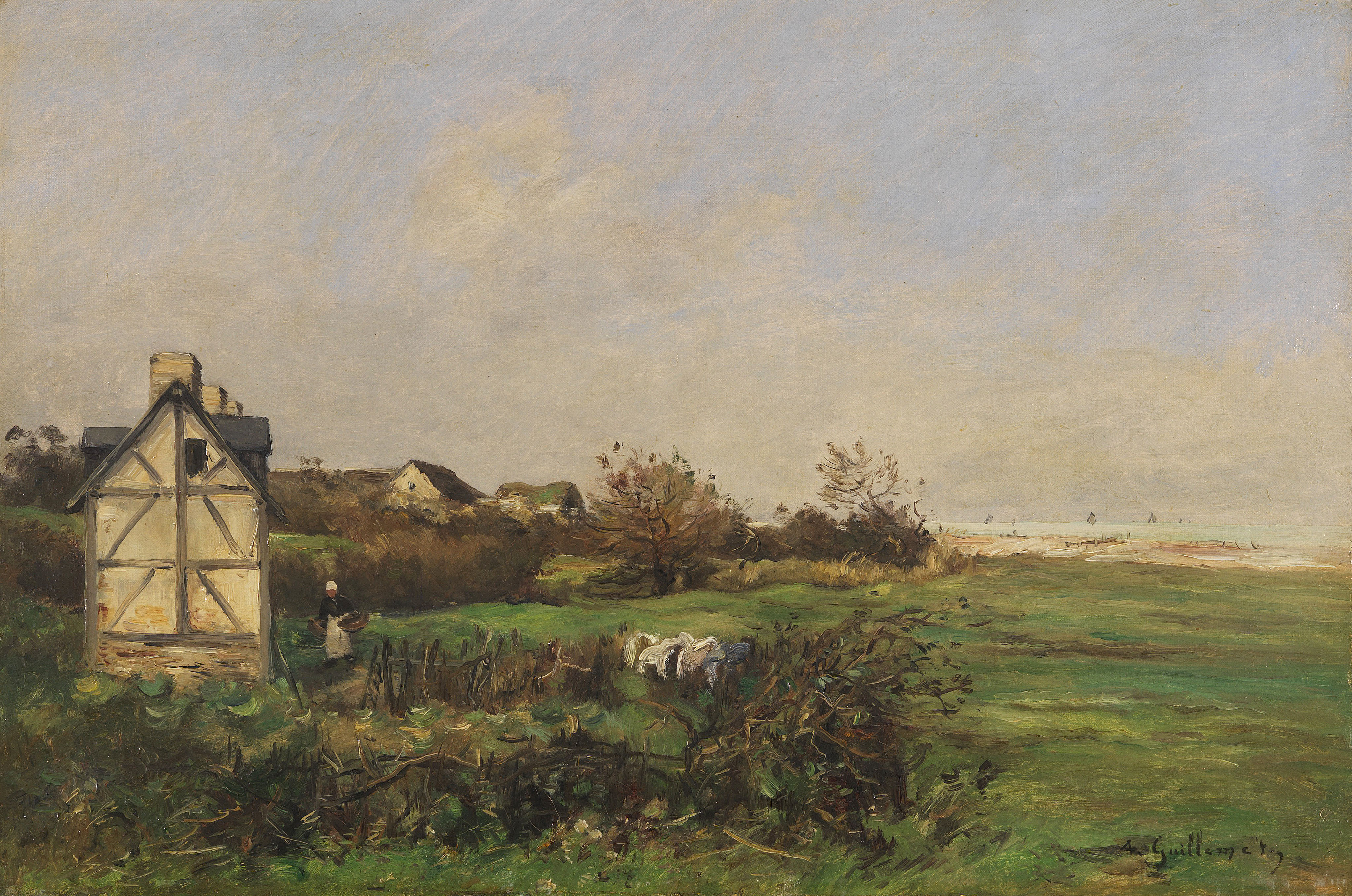
Landscape with Farmhouse and Peasant Woman
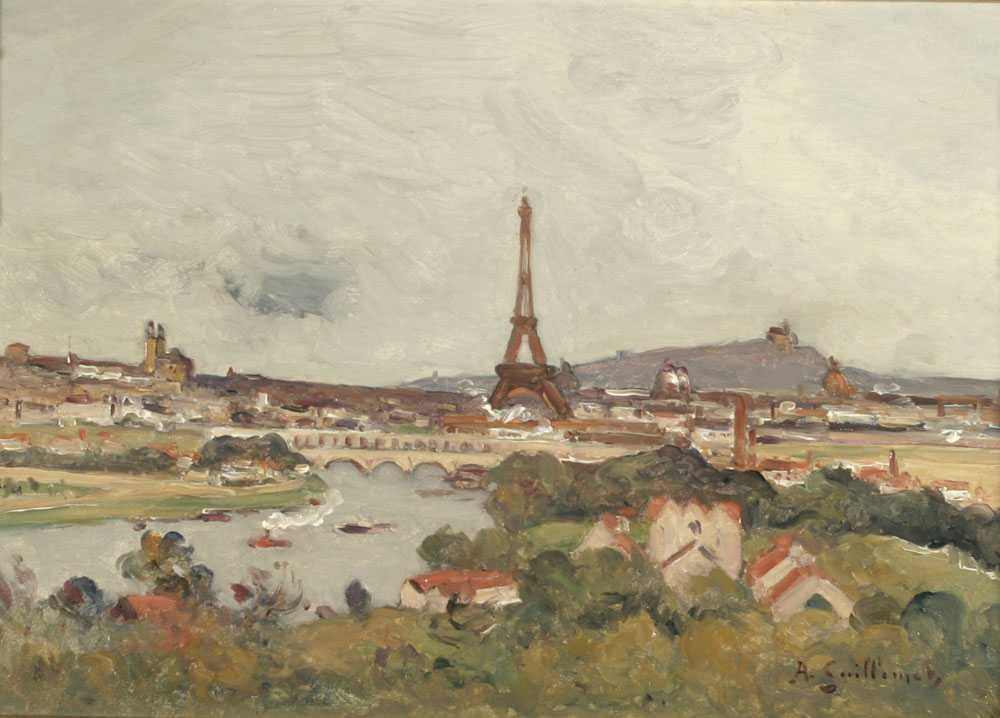
Eiffel Tower
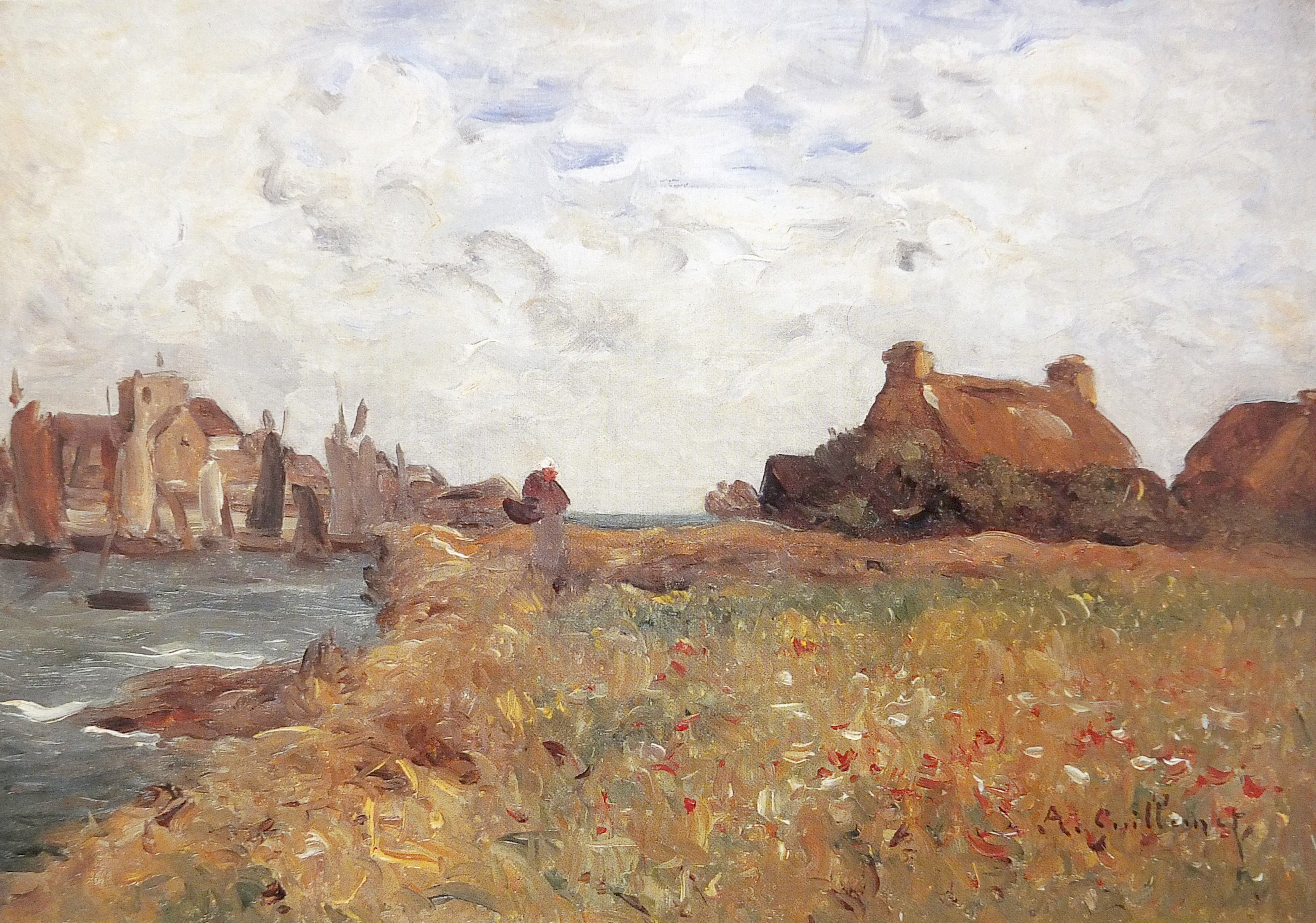
The Port of Barfleur
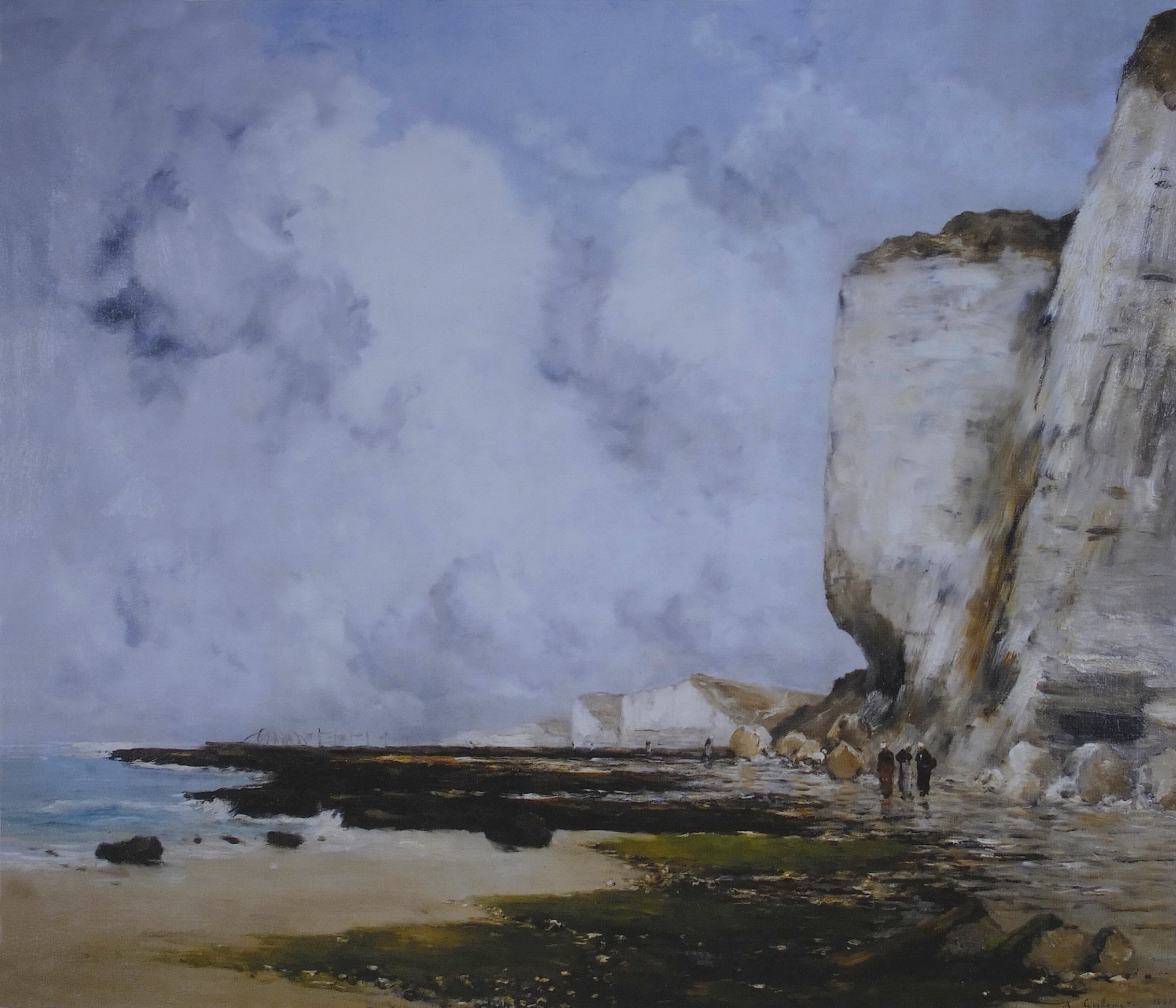
Volcanic Cliffs at Low Tide
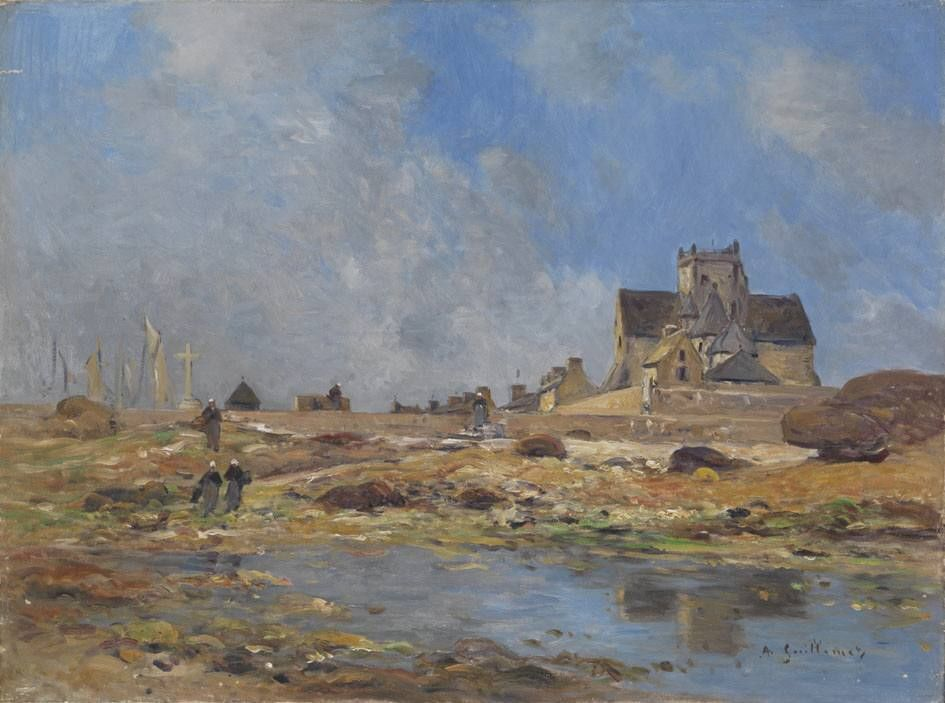
Paisaje con iglesia
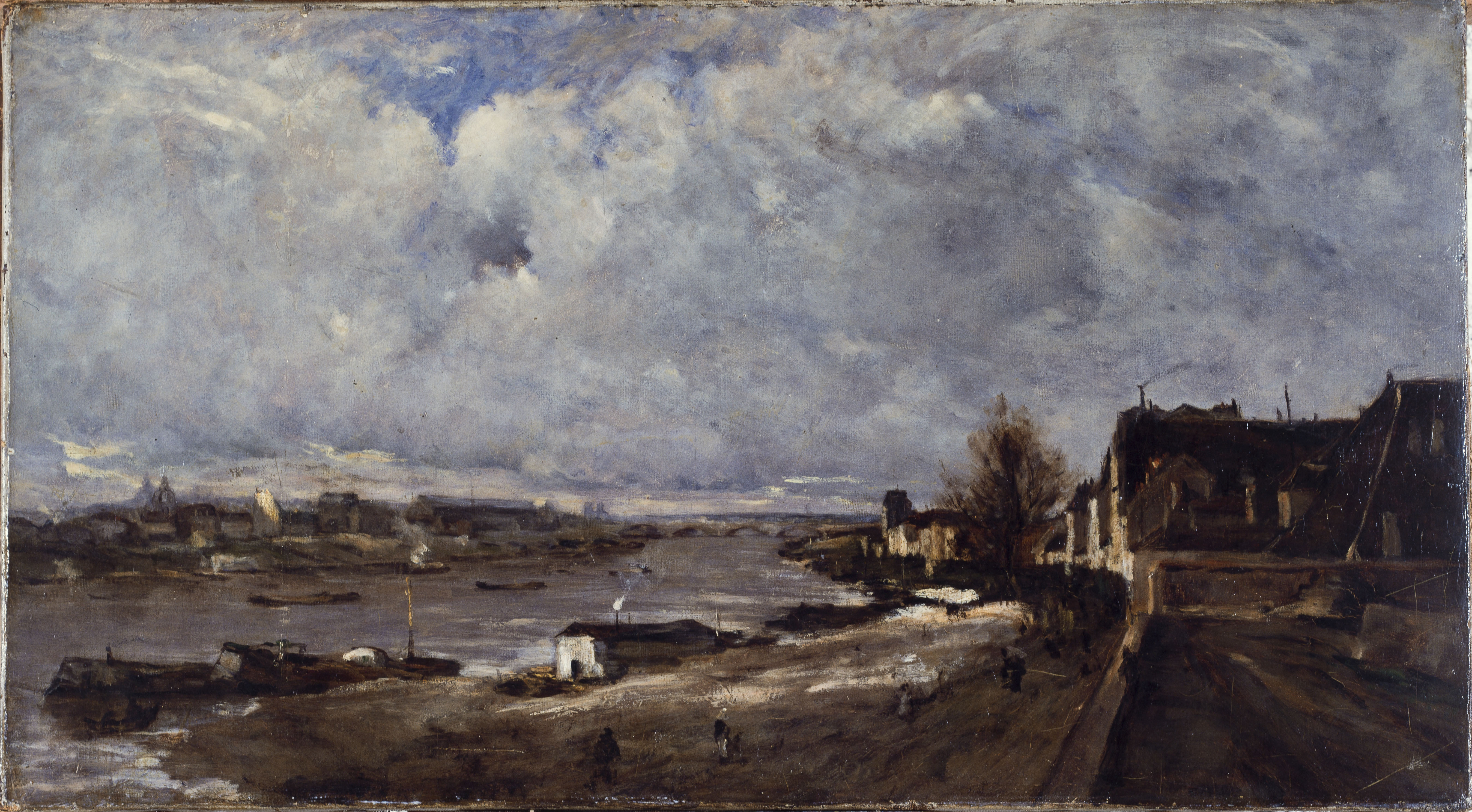
Le Quai de Bercy - Musée Carnavalet.
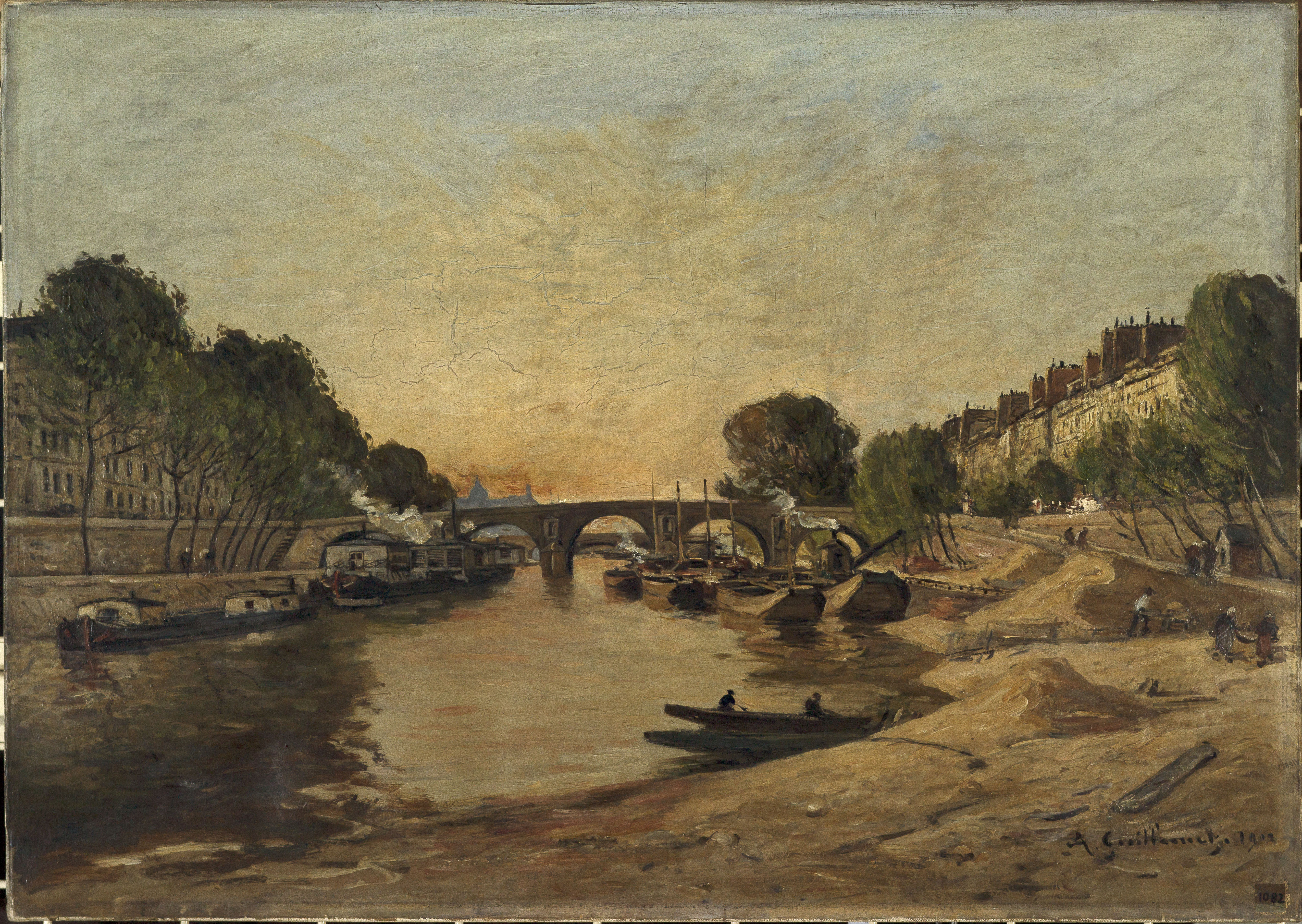
La Seine et le Pont Marie - Musée Carnavalet
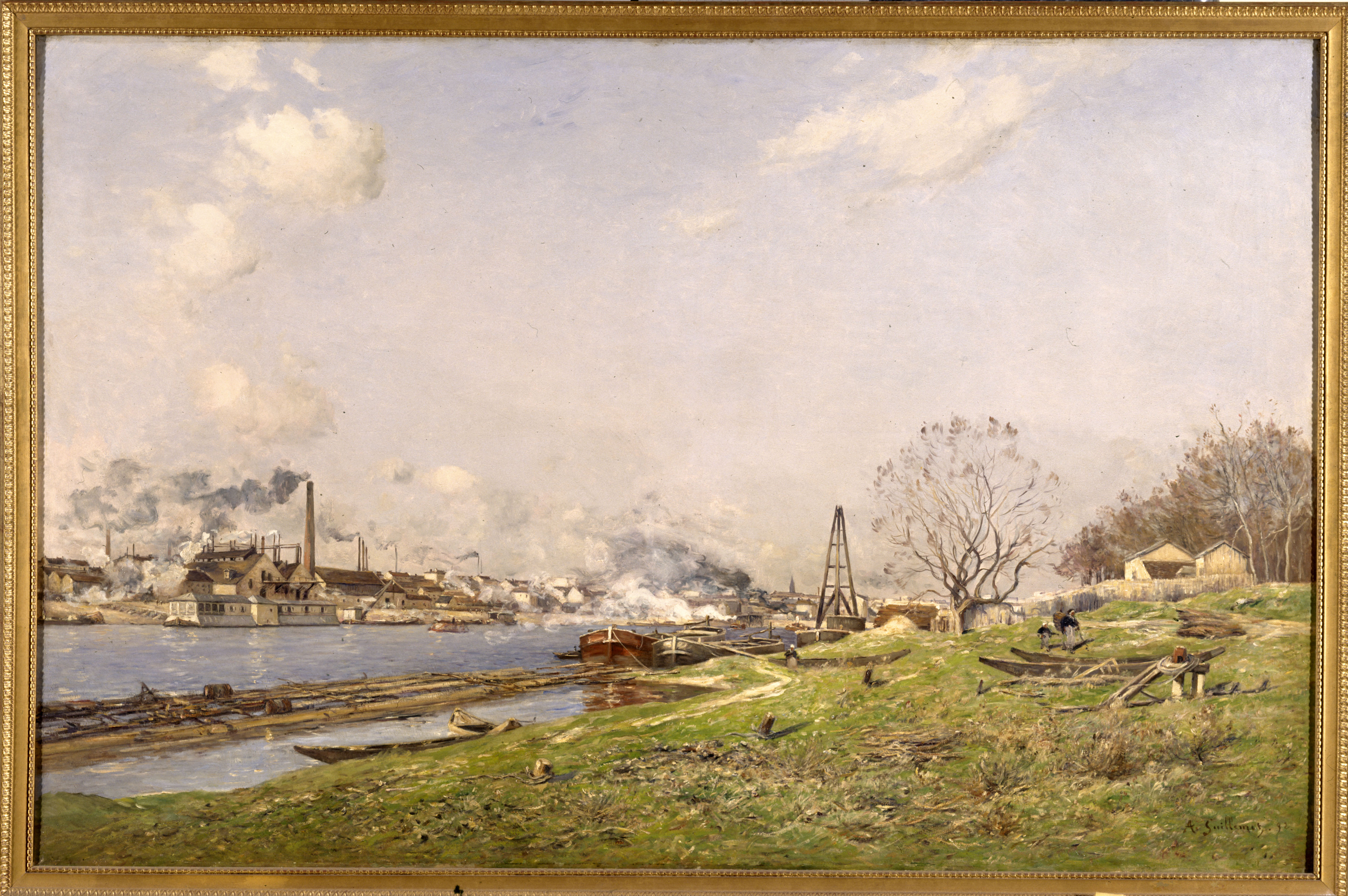
La Seine à Conflans-Charenton - Musée Carnavalet
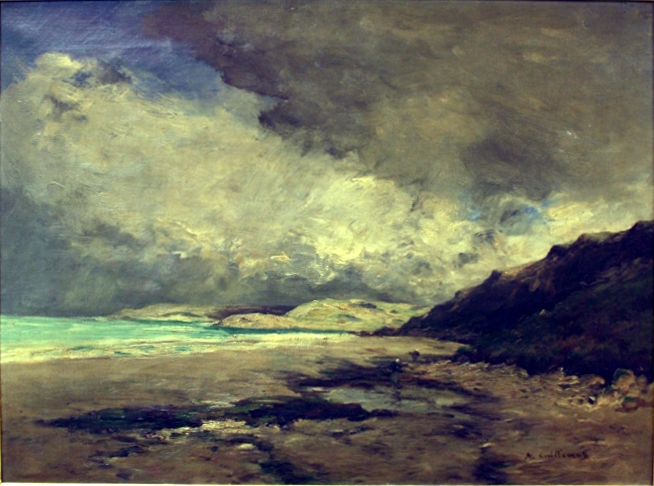
'La plage de Villers', c. 1912
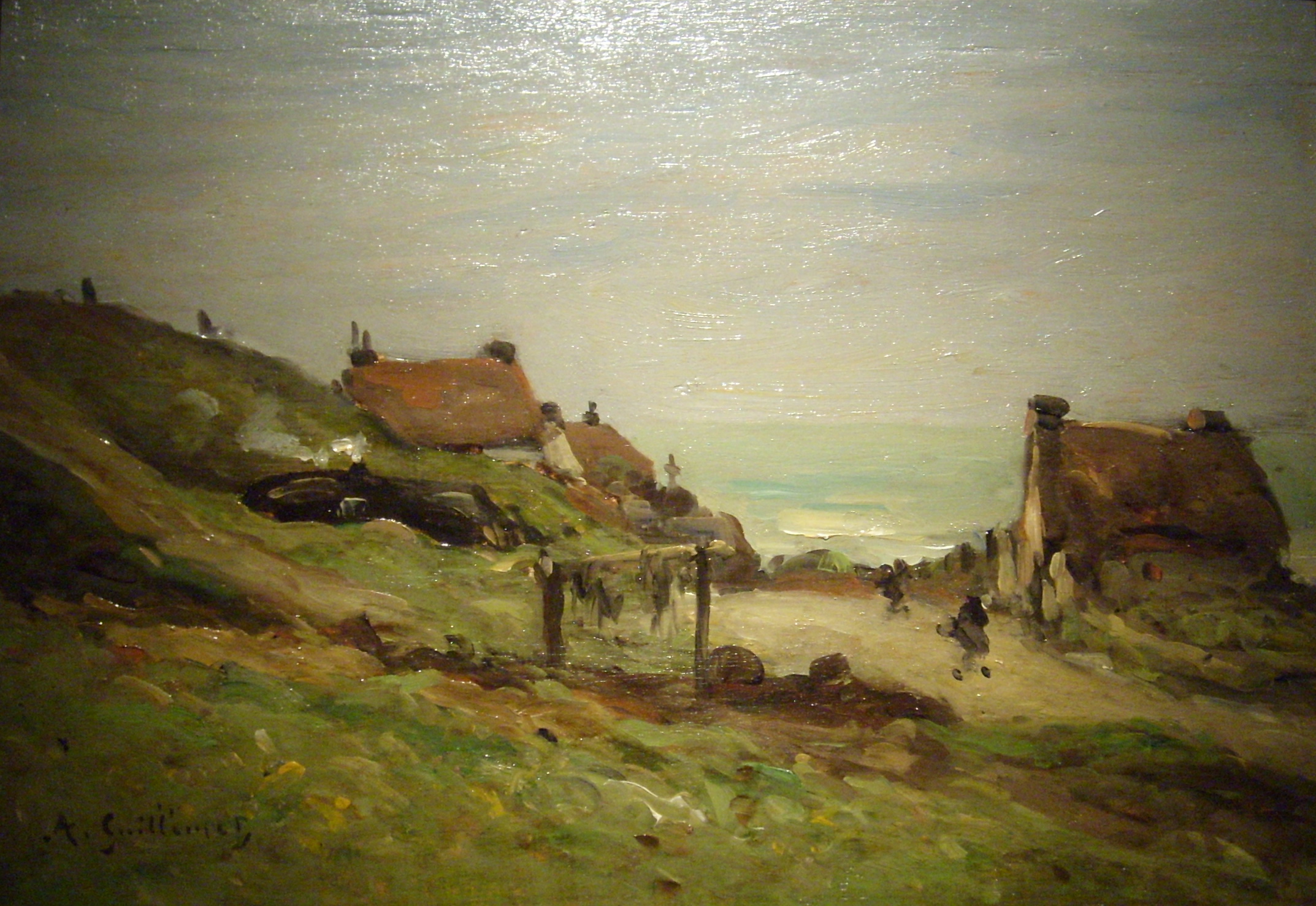
Village de pêcheurs
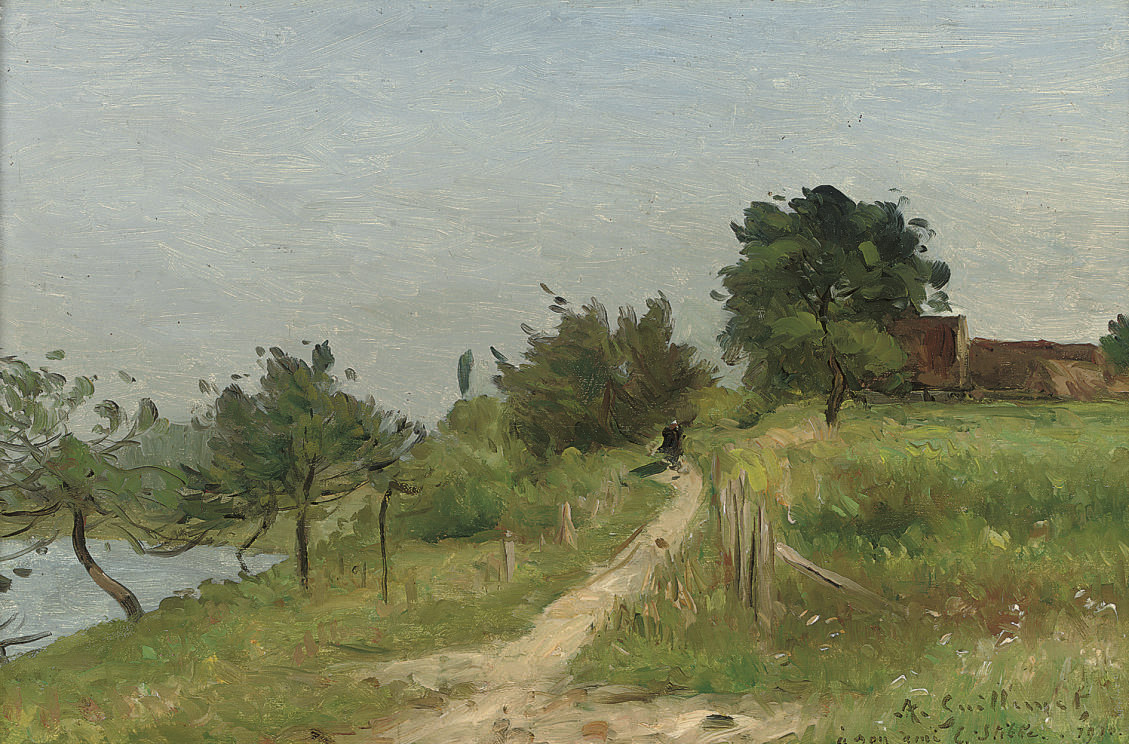
Chemin au bord du lac

## Alumnos
Los estudiantes de Guillemet incluyeron a 
- Paul Cézanne
- Jules-Alexandre Grün.

- Émile Cagniart.
- Daniel Duchemin
- Gaston Durel
- Amédée Féau
- Jean-Constant Pape (1865-1920).